# Ferruccio Lamborghini
Ferruccio Elio Arturo Lamborghini (Renazzo di Cento, 28 de abril de 1916 — Perugia, 20 de fevereiro de 1993) foi um industrial italiano, conhecido principalmente por ter fundado uma marca de automóveis de grande luxo que carrega o seu nome. Filho de fazendeiros, fundou em 1948 a Lamborghini Trattori, que rapidamente se tornou uma importante fabricante de equipamentos agrícolas em meio da reforma econômica pós-guerra da Itália. Em 1959, ele abriu uma fábrica de aquecedor a óleo, Lamborghini Bruciatori, que mais tarde passou a produzir equipamentos de ar-condicionado. Em 1963, criou a que viria a ser sua mais conhecida empresa, Automobili Lamborghini, fabricante de carros esportivos de alto nível, em Sant'Agata Bolognese. Lamborghini fundou uma quarta empresa, a Lamborghini Oleodinamica em 1969. Ferrucio vendeu muitos de seus interesses no final da década de 1970 e mudou-se para uma propriedade em Umbria, onde passou a produzir vinhos.

## Biografia
Lamborghini era dono de uma fábrica de tratores que leva seu sobrenome, diz-se que ele entrou no ramo de carros de alta performance após divergir das opiniões de Enzo Ferrari, nascendo assim uma das maiores marcas do mundo do automóvel, a marca Lamborghini.

### 1916
Ferruccio Lamborghini, primogênito de cinco irmãos, filhos de Antonio Lamborghini, proprietário agrícola na povoação de Renazzo, a norte da região de Bolonha (Itália), nasce em Cento, a 28 de abril de 1916.
Depois de aprender a arte de trabalhar a terra e a maneira esforçada como na época as tarefas físicas exigiam, pela ajuda que cedo começou a dar a seu pai nas tarefas agrícolas do dia a dia, com apenas 14 anos decidiu ir à procura de emprego no ofício para onde mais pendia a sua inclinação profissional. E assim foi parar a Bolonha, onde arranjou colocação como aprendiz de mecânico na Casa Righi, onde recebia somente 15 liras por semana, pois na altura, em pleno "boom" do fascismo, as sanções impostas haviam abalado as pequenas indústrias.

### 1936
Em 1936, com 20 anos de idade e com bastante conhecimento na área mecânica, Ferruccio ingressou no serviço militar, tendo sido destacado para um centro de mecânica automóvel em Rodi, no qual teve ocasião de aprofundar uma série de conhecimentos sobre novas tecnologias aplicadas em motores diesel. Alcunhado pelos colegas como o "Pai Eterno", por resolver sistematicamente os problemas técnicos sem aparente solução, ingressou posteriormente na Força Aérea italiana, onde se inteirou das inovações técnicas deste setor em desenvolvimento.

### 1944
Como corolário da sua formação prática em mecânica, o autodidata beneficiou ainda do tempo em que trabalhou em motorizações de veículos bélicos, quando no ano de 1944, na condição de prisioneiro das forças militarizadas britânicas, foi obrigado a trabalhar como mecânico — conseguindo por fim acumular e atingir uma base preciosa de conhecimentos para o futuro destino industrial.
Ao regressar à sua terra natal, após o término da guerra, resolveu de imediato pôr em ação os seus ambiciosos planos de trabalho.
No pós-Guerra, o Estado italiano havia reunido, em campos fechados, muita sucata resultante das sobras de material bélico, que era vendido a peso a quem estivesse interessado. Lamborghini, que já havia catalogado mentalmente o que poderia aproveitar para o projeto que tinha em mente, juntando o material usado que lhe convinha realizou engenhosamente o seu primeiro veículo, a partir da escolha que fez nesses depósitos: um híbrido entre o trator e o automóvel, de velocidade lenta, a que chamou "Carioca". Uma vez concebido e melhorado, o "inventor" começa a construir de raiz o seu próprio "Carioca" e, dois anos depois (1948), já havia fabricado e colocado no mercado 500 unidades, que ao preço de 800 mil liras resultaram num lucro de 150 mil liras por cada "Carioca" vendido.

### 1949
Com base na experiência adquirida, no ano de 1949 nasce o primeiro trator genuinamente agrícola da autoria de Ferruccio Lamborghini: equipado com motor Morris da série 6C, de 40 cv, já com elevador hidráulico e outros requisitos de vanguarda para a época. O bem-sucedido modelo, representa o marco da passagem da fase artesanal para a industrial. Confiante no empreendimento, e com a ajuda financeira do pai, o construtor comprou 1 000 motores Morris, obrigando-o a se deslocar de sua garagem improvisada para instalações melhores. Depois de esgotado o estoque dos mil motores comprados e com o modelo do trator desenvolvido, Lamborghini começa a montar motorizações de 20 a 50 cv MWM-Benz e, inicia a construção e montagem em série de caixas sincronizadas de 4 a 12 velocidades.
Com uma boa gestão empresarial aliada à qualidade reconhecida dos seus tratores nos principais mercados, os consequentes lucros levaram o construtor italiano a diversificar os investimentos, a partir de uma segunda fábrica, que fundou, dedicada à produção de ar-condicionado e de equipamentos para aquecimento central. Ferruccio Lamborghini começa a aproximar-se dos homens mais ricos do país.

### 1954
Embora dispersando-se por outras atividades industriais, concentrando prioritariamente os seus interesses no negócio dos seus tratores agrícolas, em 1954 o fabricante italiano aumenta a sua gama de ofertas com os primeiros tratores de esteira da marca, de início equipados com motores MWM-Benz, e posteriormente equipados com motorizações próprias Lamborghini (1958). Os primeiros motores de concepção Lamborghini desta época motorizaram também os pequenos modelos de tratores de 22 cv, de 2 cilindros, conhecidos por "Lamborghinetta", que no fim dos anos 1950 surgiram no mercado para concorrer com os tratores da mesma classe: os "Piccola" da Fiat, os "Landinetta" da Landini e os "Sametto" da Same.

### 1962
Na continuação da pesquisa e desenvolvimento, como sempre orientou a gestão das suas empresas, Ferruccio Lamborghini introduz, em 1962, a versão da dupla tração na sua gama de tratores, o que acompanhando em evolução os seus concorrentes mais próximos, também contribuiu no aumento de sua já ampla cota de exportação, ao mesmo tempo que lhe permitiu situar-se no mercado doméstico na quarta posição de vendas, depois da Fiat, da Same e da OM.
Desde sempre apaixonado por automóveis, tendo começado a sua vida por alterar viaturas com aplicações "tuning" e chegado a construir, a partir de um Fiat "Topolino", um carro veloz com o qual concorreu na prova "Mille Miglia" (1948), começou a ter dinheiro de sobra e passou a comprar desportivos de luxo, reunindo na sua garagem Mercedes, Jaguar, Ferrari, entre outros. Para além do empenho que desde sempre dedicou ao setor de veículos agrícolas, a paixão por automóveis levou Ferruccio a construir, com o mesmo nome da marca dos seus tratores, o automóvel que se celebrizou com a designação de "Miúra", símbolo dos touros do mais conceituado criador de gado bravo espanhol Eduardo Miúra (1917) — lançando no mercado do setor de automóveis de luxo o primeiro Lamborghini, modelo "GTV 350" (apresentado no Salão de Turim de 1963).

### 1966
Um problema mecânico surgiu na Ferrari de Ferruccio, relacionado à um mau funcionamento da sua embreagem, e Ferrucio Lamborghini teve a oportunidade de reclamar pessoalmente ao engenheiro Enzo Ferrari na sua fábrica de Maranello. Lamborghini obteve como resposta: "Você não sabe nada sobre carros, o melhor que pode fazer é deslocar-se em seus tratores…". E, depois da avaria técnica da Ferrari ter sido solucionada pelo próprio Ferruccio através da adaptação de uma embreagem Borg & Beck que usava na fabricação de seus tratores, o construtor de tratores italiano resolveu transformar mais um dos seus sonhos em realidade. Ferruccio Lamborghini, que já havia mostrado interesse em fabricar um carro veloz desportivo com o seu nome, decidiu uma vez mais diversificar e ampliar o negócio do seu grupo empresarial, e deu início a construção de uma fábrica moderna e totalmente apetrechada, em Sant’Agata, curiosamente situada a poucos quilómetros da fábrica Ferrari de Modena, onde daí viria a ser lançado no mercado (1966), com desenho de Bertone, o famoso "Miura", provavelmente o melhor dos GT (Grand Turismo) daquele tempo, que se tem mantido como tal até os dias de hoje.
Entretanto, em plena crise generalizada no mercado mundial de tratores, o fabricante italiano recebe um rude golpe quando 5 000 dos seus tratores, prontos para embarcar para a Bolívia, ficaram retidos na alfândega e depois retornados à fábrica, impedimento motivado pela súbita morte do então Presidente da República do país. E a revolução local que em seguida teve lugar deu origem à anulação da encomenda firmada, o que representou um prejuízo incalculável.
A Ferrari também teve problemas na crise, no entanto recebeu uma ajuda preciosa de Gianni Agnelli.
Devido a seu contributo para a economia italiana enquanto industrial e empresário, Ferruccio Lamborghini recebeu o título de "Cavaliere del Lavoro", pelo Presidente da República de Itália, em 2 de junho de 1969.

### 1970

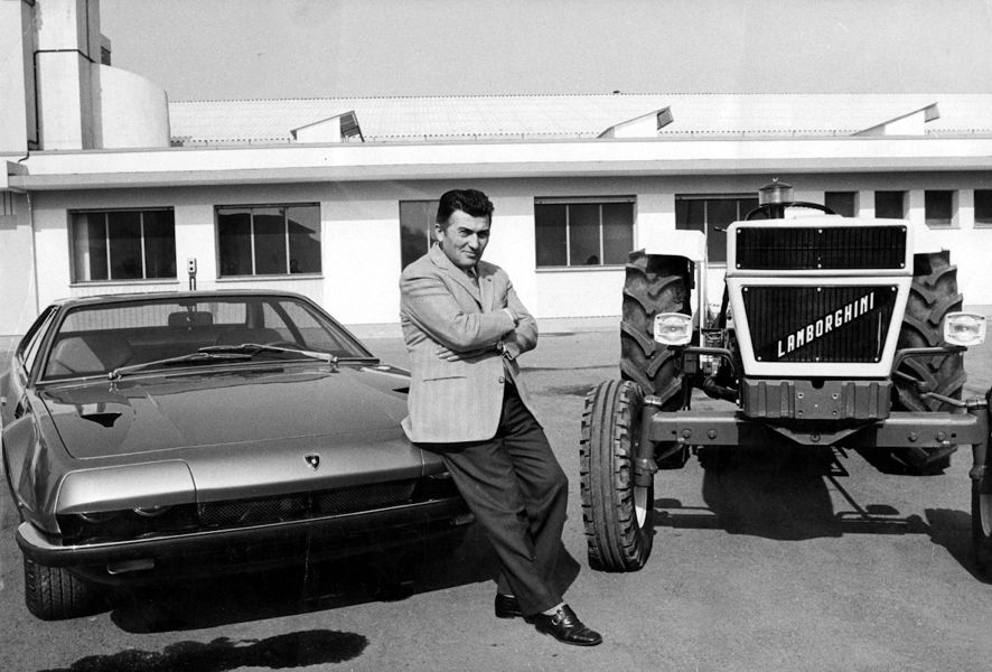
Ferruccio Lamborghini.

Em 1970, desmotivado com o atrás sucedido, numa altura onde na Itália as greves de trabalho e as conflitualidades sindicais eram uma constante, Ferruccio Lamborghini resolve descansar e viver dos muitos rendimentos de que já usufruía, vendendo seu projeto de automóveis a um grupo suíço, e os tratores, ao fabricante da Same. A marca de automóveis passou depois por diversos proprietários, incluindo a Chrysler, pertencendo atualmente ao grupo Volkswagen através da sua subsidiária Audi. Os tratores Lamborghini foram comprados nesse ano por Francesco Cassani.
Por esta altura Ferruccio nomeia Tonino, seu filho único do primeiro casamento, como gestor das suas restantes empresas, o qual, saindo ao pai se dedicou à multiplicação da herança recebida através da fabricação e comercialização de roupas com design Lamborghini, através de uma cadeia de lojas de luxo no Japão.
E voltando às suas origens ligadas à terra, Ferruccio compra uma propriedade que confina com o lago Trasimone, onde num enquadramento paisagístico e paradisíaco, constrói uma vivenda que dá o nome à propriedade — La Fiorita — a condizer em grandeza e bom gosto com o ambiente envolvente, constituído por uma plantação de vinha a perder de vista, implantada a conselho e por orientação dos melhores peritos em vitivinicultura. O vinho produzido, lançado no mercado mundial através da Feira de Verona, com garrafas expostas por cima de automóveis Lamborghini, foi apresentado ao público como "o generoso sangue dos Miura", e se tornou sucesso absoluto. A produção desse ano e de anos seguintes obteve a média de 800 000 garrafas, que foi praticamente toda vendida para exportação a um preço alto.
Ferruccio Lamborghini casou-se novamente com Teresa, tendo com ela uma filha, Patrizia. Ferruccio Lamborghini, aos 60 anos de idade, passava os dias a viver a maior parte do seu tempo livre a olhar pela sua propriedade, afinando e reparando os seus tratores ou trabalhando com eles por distração, combinando, como passatempo, com os dias e as noites em que recebia, na La Fiorita, a nata da sociedade de Itália e do resto do mundo com quem sempre conviveu e esteve ligado por razões profissionais.
Como tributo à valiosa obra deixada pelo seu pai, Tonino Lamborghini mandou construir, com projeto do reconhecido arquiteto Diversi, em Imola (Ferrara), um museu aberto ao público com as principais e originais produções Lamborghini, como testemunho da contribuição dada à humanidade pelo autor, no que concerne à invenção e desenvolvimento de produtos ao serviço de causas tão nobres.

### 1993
Ferrucio Lamborghini faleceu de parada cardíaca em 20 de fevereiro de 1993, aos 76 anos.